# Himnusz
Himnusz - pjesma koja počinje s riječima Isten, áldd meg a magyart (Bože, blagoslovi Mađare) - je himna Republike Mađarske. Pjesma je proglašena himnom 1844. godine, a u službenim prigodama pjeva se samo prva kitica.
Teskt je napisao Ferenc Kölcsey, a glazbu za himnu skladao je Ferenc Erkel. 
Pjesma "Szózat", koja počinje s riječima Hazádnak rendületlenül légy híve óh magyar (Svojoj domovini budite vjerni, o Mađari) ima pravni i socijalni status skoro kao i službena himna "Himnusz".
"Rákóczi March", kratko djelo bez teksta kojeg je skladao Berlioz[nedostaje izvor], često se koristi u vojnom svečanostima.
Riječi mađarske himne neobične su po tome što ne izražavaju nacionalni ponos već upućuju molbu Bogu.
| Tekst na mađarskom | Tekst na hrvatskom |
| Isten, áldd meg a magyart Jó kedvvel, bőséggel, Nyújts feléje védő kart, Ha küzd ellenséggel; Bal sors akit régen tép, Hozz rá víg esztendőt, Megbűnhődte már e nép A múltat s jövendőt! | Mađarima, Bože, pruži Izobilje, radost, sreću, I blagoslov svoj pridruži Kad se s dušmaninom sreću. Godinu im podaj laku Jer imahu zlu sudbinu, Platili su cijenu svaku Tog što bit će i što minu.           |
| Őseinket felhozád Kárpát szent bércére, Általad nyert szép hazát Bendegúznak vére. S merre zúgnak habjai Tiszának, Dunának, Árpád hős magzatjai Felvirágozának.                          | Precima si pomogao Na Karpate stići prvi, Domovinu lijepu dao Bendeguzovoj si krvi. Kud Dunavu, Tisi rijeci Šum se širi valovima, Arpadovoj hrabroj djeci Cvast si dao na tim tlima.                         |
| Értünk Kunság mezein Ért kalászt lengettél, Tokaj szőlővesszein Nektárt csepegtettél. Zászlónk gyakran plántálád Vad török sáncára, S nyögte Mátyás bús hadát Bécsnek büszke vára.       | U Kunsagu za nas poljem Njihao si zrelo klasje, Grozd tokajski s tvoje volje Nektarom oblijevo nas je. Ti znamenja zabi naša Na opkope turskih horda, Mrku vojsku Matijaša Podnije bečka tvrđa gorda.        |
| Hajh, de bűneink miatt Gyúlt harag kebledben, S elsújtád villámidat Dörgő fellegedben, Most rabló mongol nyilát Zúgattad felettünk, Majd töröktől rabigát Vállainkra vettünk.            | Al ogriješismo se, jao, Planuše ti grudi gnjevom, S oblaka si udarao Gromovima nas i sijevom. Mongolskih pljačkaša strijeli Ti nad nama zujit pusti, Turskog ropstva jaram cijeli Na leđa nam još se spusti. |
| Hányszor zengett ajkain Ozman vad népének Vert hadunk csonthalmain Győzedelmi ének! Hányszor támadt tenfiad Szép hazám, kebledre, S lettél magzatod miatt Magzatod hamvvedre!            | Čuo pjev se pobjednika S osmanlijskih divljih usta Naših palih gdje vojnika Leži kosti hrpa pusta! I sin vlastit znaše ubit Moju lijepu domovinu, Ona po svom djetetu bî Smrtna urna svome sinu!             |
| Bújt az üldözött, s felé Kard nyúlt barlangjában, Szerte nézett s nem lelé Honját e hazában, Bércre hág és völgybe száll, Bú s kétség mellette, Vérözön lábainál, S lángtenger fölette.  | Progonjeni krit se htjede, Al pećina mač na nj sprema, I ma kamo da se djede U domaji doma nema. Na vrh stupi, u dol slazi, Bol i očaj svud ga prate, Krvav potop nogom gazi, Nad glavom mu more vatre.      |
| Vár állott, most kőhalom, Kedv s öröm röpkedtek, Halálhörgés, siralom Zajlik már helyettek. S ah, szabadság nem virul A holtnak véréből, Kínzó rabság könnye hull Árvák hő szeméből!     | Tvrđa bješe, sad je kamen, Lepršala radost tu je, Sada hropac, smrtni amen Mjesto nje se ovdje čuje. Ah, sloboda nije sama Procvala iz krvi mrtvih, Suzi oko sirotama, Mučeničkog ropstva žrtvi.             |
| Szánd meg Isten a magyart Kit vészek hányának, Nyújts feléje védő kart Tengerén kínjának. Bal sors akit régen tép, Hozz rá víg esztendőt, Megbűnhődte már e nép A múltat s jövendőt!     | Nad Mađarima se stuži, Bože, jer taj narod strada, Zaštitnu im ruku pruži Na njihovu moru jada. Godinu im podaj laku Jer imahu zlu sudbinu, Platili su cijenu svaku Tog što bit će i što minu.               |

## Vanjske poveznice
- AU sound file  Arhivirana inačica izvorne stranice od 25. prosinca 2005. (Wayback Machine)
- MIDI file  Arhivirana inačica izvorne stranice od 19. ožujka 2007. (Wayback Machine)

- Music sheets: